# Київський 9-й гусарський полк

Київський 9-й гусарський полк (рос. дореф. 9-й гусарскій Кіевскій полкъ) — кавалерійський полк Російської імператорської армії, що почав формуватися з 1783 та існував до 1918 року. Початково складений переважно з вибірних козаків із сотень колишнього Гадяцького полку та Лубенського полку Гетьманщини та ймовірно частки легкокінного Київського полку.
Під час своєї історії був також: кінним (1783), карабінерним (1784—1796), кірасирським (1796—1801) а також драгунським (1801—1826, 1882—1907) та згодом вже гусарським (1826—1882 та з 1907 р.).
Російські енциклопедичні видання частіше формально ведуть історію формування від одного з компанійських полків, що були засновані у 1668 роках (та у 1775 р. стали регулярними легкокінними).

## Історія

### Створення (як карабінерського полку)
З ліквідацією полкового устрою на Гетьманщині, указом Катерини II від 28 червня у 1783 року наказувалось з колишніх 9 козацьких полків сформувати 10 кінних полків у число яких рахувались і раніш створені легкокінні полки (Київський, Сіверський, Чернігівський) які до 1775 були компанійськими. На ділі ж генерал-фельдмаршал граф Румянцев, який займався реформуванням, у ході тривалої переписки з імператрицею переконав її увести певні зміни, що стосувались соціальних та військових аспектів реформи. Це відобразилось на тому, що на початку 1784 року імператриця дозволила полки, що досі формувались «именовать карабинерными». Та зрештою, як виявилось, за доповіддю Румянцева від 5 червня 1784 року усі десять полків були укомплектовані здебільшого вибірними козаками із колишніх полкових сотень, а люди і коні з колишніх трьох легкокінних полків розбивалися на 10 рівних частин між цими полками. Хоча три з цих новостворених карабінерних полків також перейняли назви «Київський», «Сіверський» та зокрема і «Чернігівський».
Формуванням Київського карабінерного полку керував колишній ад'ютант графа Румянцева, полковник Михайло Гудович. Початково формування полку починалось у Переяславі, проте через конфлікт з місцевим комендантом, було перенесено до Миргорода, де у 1784 році вже будувались стайні для київських карабінерів.
З неповних фрагментів табелів Київського карабінерного полку відомо про наступну загальну кількість та з яких сотень були переведені козаки із Гадяцького та Лубенського полків, що стали основою нового формування:
| Назва колишнього козацького полку | З яких сотень колишніх козацьких полків                | Кількість переведених козаків |
| --------------------------------- | ------------------------------------------------------ | ----------------------------- |
| Гадяцький полк                    |                                                        | 226                           |
| Гадяцький полк                    | Першогадяцька                                          | 226                           |
| Гадяцький полк                    | Другогадяцька                                          | 226                           |
| Гадяцький полк                    | Третьогадяцька                                         | 226                           |
| Гадяцький полк                    | Рашівська                                              | 226                           |
| Гадяцький полк                    | Першокомишнянська                                      | 226                           |
| Гадяцький полк                    | Другокомишнянська                                      | 226                           |
| Гадяцький полк                    | Веприцька                                              | 226                           |
| Гадяцький полк                    | Першозіньківська                                       | 226                           |
| Гадяцький полк                    | Другозіньківська                                       | 226                           |
| Лубенський полк                   |                                                        | 588                           |
| Лубенський полк                   | Глинська                                               | 588                           |
| Лубенський полк                   | Роменська                                              | 588                           |
| Лубенський полк                   | Хмелівська                                             | 588                           |
| Лубенський полк                   | Сміленська                                             | 588                           |
| Лубенський полк                   | Костянтинівська                                        | 588                           |
| Лубенський полк                   | З частини Янишпільської (селищ біля Глинської сотні)   | 588                           |
| Лубенський полк                   | З частини Старолохвицької (селищ біля Глинської сотні) | 588                           |